# Codan Medizinische Geräte
Codan Medizinische Geräte GmbH (Eigenschreibweise: CODAN) ist ein deutscher Hersteller von medizinischen Übertragungssystemen mit dänischem Ursprung.

## Geschichte
Zwischen Dänemark und der mecklenburgischen Küste erstreckt sich im Bereich der Lübecker Bucht der Codanus Sinus („Codanus-Meerbusen“).
Von Dänemark als dem Standort der damaligen Muttergesellschaft aus gesehen, lag die Unternehmensneugründung in Heiligenhafen des Jahres 1959 jenseits, also „trans codanum sinum“, was zu Transcodan zusammengezogen wurde. Später erschien der Wortbestandteil „trans“ entbehrlich, so dass 1984 der neue Unternehmensname Codan entstand.

## Unternehmen
Heute hat Codan seinen Hauptsitz in Lensahn. Insgesamt beschäftigen die internationalen Codan Gesellschaften ca. 1500 Mitarbeiter und haben sich auf die Herstellung und den Vertrieb von medizinischen Übertragungssystemen spezialisiert.